# Sammlung Conti
Die Sammlung Conti wurde in der zweiten Hälfte des 18. Jahrhunderts von Louis-François de Bourbon, prince de Conti im Palais du Temple in Paris zusammengetragen und zeichnete sich aus durch eine Vielfalt von Techniken, Schulen und Sujets, die man in Paris nicht häufig fand. In der Kombination mit Objekten der Naturgeschichte eröffnete die Sammlung die ganze Welt des Natürlichen und des Künstlerischen; das menschliche Schaffen in allen Schattierungen von der sinnlichen Freude bis zur intellektuellen Analyse fand im Palais du Temple Platz neben dem Reichtum der Pflanzen- und Tierwelt. Von der Antike bis zu seiner Zeit, von Europa bis nach Asien reichten die Interessen des Prinzen, der sich als prince éclairé, als aufgeklärter Prinz verstand.
Die Gemäldesammlung spiegelte zum einen die Geschmacksvorstellungen seiner Zeit wider, sie entspricht einer communauté de goût. Conti vermied jedoch die oft beklagte Einseitigkeit für eine bestimmte Schule. Besonders seine Sammlung italienischer Kunst war außergewöhnlich; sie stellte den Sammler in den gleichen Rang mit seinen Cousins Louis-Philippe-Joseph, Herzog von Orléans im Palais Royal.
Die von Pierre Remy im Katalog aufgeführten Künstler lesen sich wie ein ’Who is Who’ der Kunstgeschichte des 16. bis 18. Jahrhunderts: Tizian, Tintoretto, Correggio, Veronese, Leonardo, Raffael, Guido Reni, Caravaggio, den Carracci, Pietro da Cortona, Guercino, Velazquez, Murillo, Boucher, Bourdon, Chardin, Coypel, Fragonard, Greuze, Jouvenet, Lebrun, Le Lorrain, die Brüder Le Nain, Le Sueur, die Familie van Loo, Natoire, Nattier, Poussin, Vernet, Vouet, Watteau, Pieter Bruegel d. J., Gerard Dou, van Dyck, Jordaens, Metsu, Adriaen und Isaac van Ostade, Paulus Potter, Rembrandt, Rubens, Ruisdael, David Teniers d. J., Albrecht Dürer.
Laut Verkaufskatalog aus dem Jahr 1777 umfasste die Gemäldesammlung 262 (24 %) Werke von Künstlern der italienischen Schulen (inklusive spanischer Künstler), 469 (43 %) aus den nordischen Schulen (Flamen, Holländer und Deutsche) und über 325 (30 %) Arbeiten der französischen Schule, zusammen mit den 28 (3 %) nicht näher erläuterten Gemälden ergibt dies eine Gesamtanzahl von 1084 Werken, die Conti in etwa fünfzehn Jahren aus den wichtigsten Sammlungen seiner Zeit kaufte. Die 319 Zeichnungen (I:126, N: 118, F: 72, NN: 3) seiner Sammlung stammen zu einem großen Teil aus den Verkäufen Lempereur (1773) und Mariette (1775). Ergänzt wurde die Sammlung von 143 (I: 8, N: 30, F: 77, NN: 28) Gouachen und Miniaturen.
Die Gemälde sind heute über die gesamte Erde verstreut: Vom Louvre in Paris, von verschiedenen Museen in Versailles, Tours, Angers, Caen und Bordeaux über die National Gallery und die Wallace Collection in London, dem Rijksmuseum in Amsterdam, die Hermitage in St. Petersburg bis zu Museen in Boston, Los Angeles und Washington reicht die Liste der heutigen Sammlungen, die Bilder aus der Provenienz Contis besitzen.